# 勒拉赫县
勒拉赫县（Landkreis Lörrach）是德国巴登-符腾堡州最西南端的一个县，隶属于弗赖堡行政区，首府勒拉赫。

## 地理
勒拉赫县北面与布赖斯高-上黑林山县，东面与瓦尔茨胡特县，南面与瑞士的巴塞爾城市州、巴塞爾鄉村州和阿尔高州，西面与法国的阿尔萨斯相邻。